# Neukirchen am Großvenediger
Neukirchen am Großvenediger är en köpingskommun i distriktet Zell am See  i förbundslandet Salzburg i Österrike. Kommunen har 2 683 invånare (2024) och består av fyra orter (Ortschaften) (inom parentes invånarantal 1 januari 2024):
- Mitterhohenbramberg (74)
- Neukirchen am Großvenediger (1 491)
- Rosental (742)
- Sulzau (376)